# Paracaídas de frenado

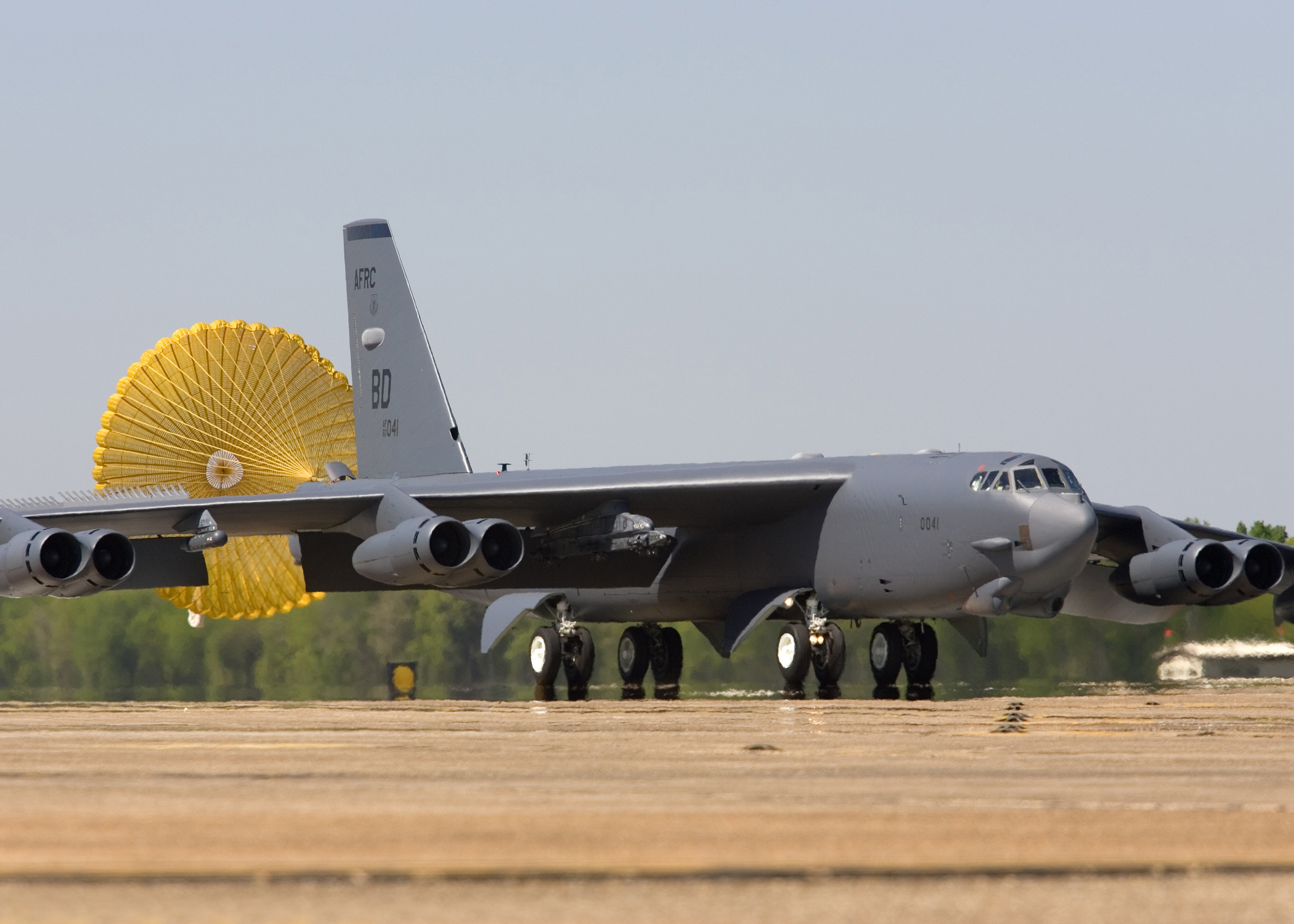
Un bombardero B-52H Stratofortress desplegando su paracaídas de frenado durante el aterrizaje.

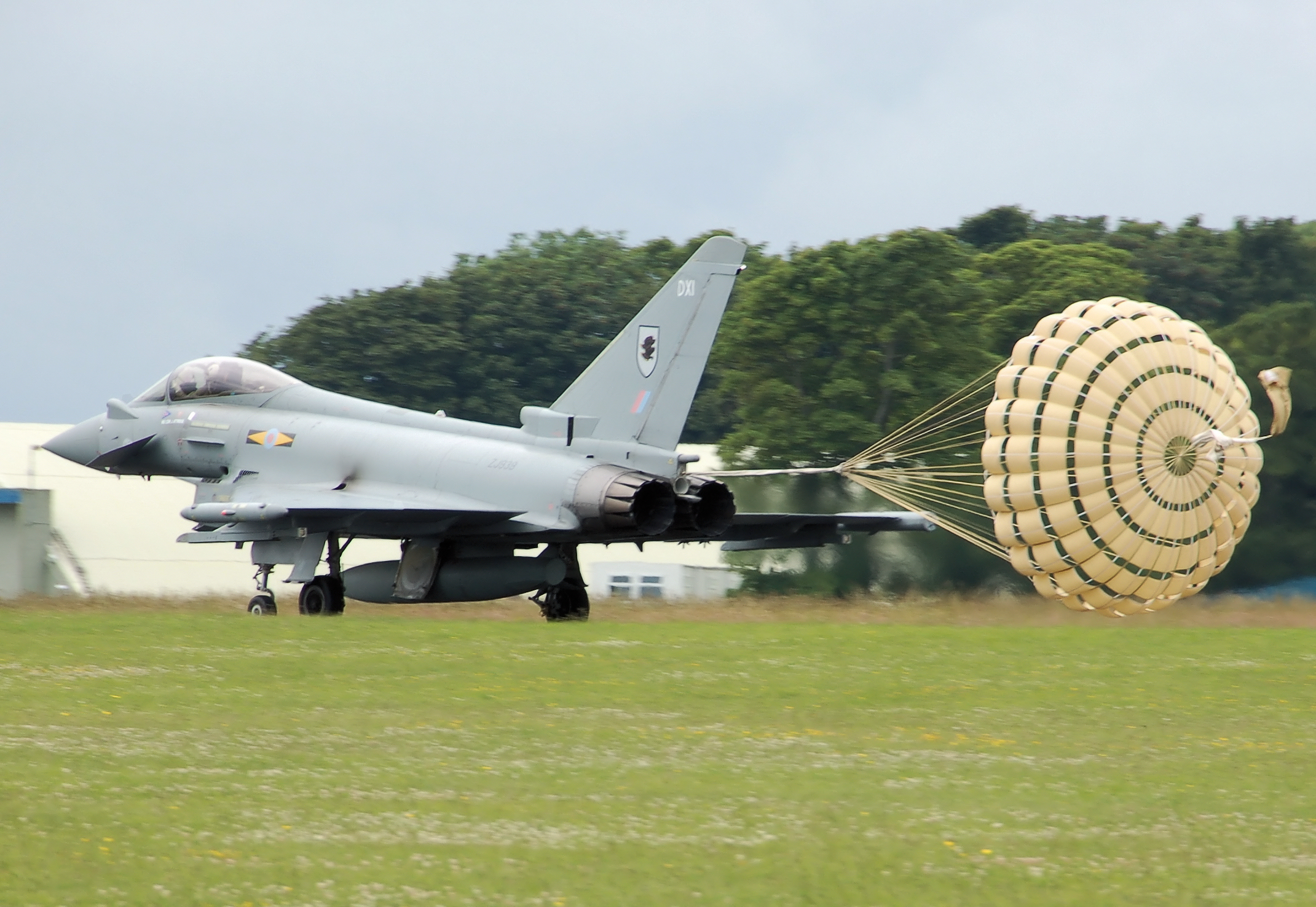
Un caza Eurofighter Typhoon usando un paracaídas de frenado para un aterrizaje más corto.

Un paracaídas de frenado, o paracaídas de deceleración, es un dispositivo similar a un paracaídas usado como método para reducir la distancia de frenado de un avión durante el aterrizaje por debajo de la que se obtendría usando exclusivamente los frenos de la aeronave.